# 山本勇夫
山本 勇夫（やまもと いさお、1943年 -  ）は、日本の医師・医学者。専門は脳神経外科。横浜市立大学名誉教授。

## 略歴・人物
特に、脳腫瘍、脳血管障害、脊髄・脊椎疾患や機能的脳神経外科(てんかん、パーキンソン病など)を扱う。
1962年3月、静岡県立静岡高等学校卒業。1969年3月、名古屋大学医学部卒業。同年4月、名古屋第一赤十字病院研修医。1973年7月、シンシナティ大学脳神経外科レジデント。1976年9月、名古屋第一赤十字病院脳神経外科副部長。1979年11月、フロリダ大学脳神経外科リサーチフェロー。1980年9月、名古屋大学医学部脳神経外科医員。1981年1月、一宮市立市民病院脳神経外科医長。1982年4月、東海大学医学部脳神経外科講師、助教授。1992年5月、横浜市立大学医学部脳神経外科第二代教授。2008年4月、横浜市立脳血管医療センター病院長。2016年5月、客船 ぱしふぃっくびいなす 船医。その後、医療法人並木会 並木病院 院長（既に退任）。横浜市立大学医学部教授在任中、1999年、日本脳卒中の外科学会、2001年、日本脊髄外科学会、2004年、日本頭蓋底外科学会などの学会長を歴任した。横浜市立脳卒中・神経脊椎センター名誉病院長。

## 著作
- 『健康長寿の脳科学』 山本勇夫 著 幻冬舎, 幻冬舎メディアコンサルティング 2014.2
- 『側脳室の微小外科解剖』 山本勇夫、 アルバート・ロートン 著　メディカルリサーチセンター 1994
- 『第3脳室の微小外科解剖』 山本勇夫、 アルバート・ロートン 著　メディカルリサーチセンター 1993
- 『脳槽,脳裂と脳溝』　山本勇夫編集責任　第四回微小脳神経外科解剖セミナー(東海大学医学部脳神経外科内)　1991
- 『Microsurgical anatomy of the pineal region』 Isao Yamamoto s.n. 1980